# Enslaved: Odyssey to the West
Enslaved: Odyssey to the West ist ein von Ninja Theory entwickeltes und von Namco Bandai vertriebenes Action-Adventure. Es wurde am 5. Oktober 2010 für PlayStation 3 und Xbox 360 In Nordamerika veröffentlicht.
Die Geschichte des Spiels ist inspiriert durch das Buch Die Reise nach Westen von Wu Cheng’en, einer der bekanntesten Erzählungen Chinas. Anders als die originale Geschichte, die in einer fantastischen Version des alten Chinas spielte, ist das Spiel 150 Jahre in einer post-apokalyptischen Zukunft angesiedelt. Resultierend aus einem Weltkrieg sind nur noch Überreste der Menschheit und einige noch aktive Kriegsmaschinen auf der Erde zurückgeblieben. Wie in der originalen chinesischen Erzählung jedoch dreht sich die Geschichte um eine Person, die einen Krieger dazu zwingt, ihm zu helfen und ihn zu beschützen, mit vielen Charakteren die dieselben Namen und Rollen wie in der Erzählung tragen.

## Spielprinzip
Der Spieler übernimmt aus der Third-Person-Perspektive die Rolle von Monkey, der verschiedene Kampfbewegungen beherrscht und Kletterfähigkeiten nutzt, um Hindernisse zu überwinden. Im Kampf verwendet Monkey einen Stab, den er im Nahkampf einsetzen kann, aber auch als Schusswaffe, denn der Stab kann Projektile abfeuern. Es gibt zwei Arten von Projektilen, für die Munition in der Spielwelt in Form von Zylindern überall zu finden sind: Die orangefarbenen verursachen beim Feind Schaden, während die blauen den Gegner lähmen. Gegner erscheinen in verschiedenen Formen von Kampf-Mechs. Manche besitzen Schilde und können nur beschädigt werden, wenn sie zuvor betäubt wurden, während andere überhaupt nicht betäubt werden können. Jeder dieser Mechs muss mit einer bestimmten Taktik bekämpft werden, um ihn zerstören zu können.
Bestimmte Mechs können auch als Waffen verwendet werden. Monkey führt auf Knopfdruck einen Finishing Move aus, wenn der Mech bereits ausreichend beschädigt wurde und wirft dann zum Beispiel einen explodierenden Gegner auf andere Mechs oder reißt die Waffe von einem Geschützturm, um sie selbst zu verwenden. Besiegte Gegner hinterlassen leuchtende Kugeln, mit denen Monkey seine Attribute wie Gesundheit und Stärke verbessern und neue Angriffe lernen kann. Diese Kugeln sind außerdem in allen Levels verstreut und erfordern zuweilen eine genaue Erkundung der Umgebung, um sie zu finden. Weitere Fähigkeiten von Monkey sind ein Kraftfeld, das eine bestimmte Anzahl an Schadenstreffern blockt, bis es wieder aufgeladen werden muss, und die Cloud, auf der er wie auf einem Hoverboard über Wasser und Land gleiten kann. Neben dem Kampf konzentriert sich das Spielprinzip auf die Klettereinlagen, in denen Monkey durch und über Ruinen klettert und springt.
Während des Spiels wird Monkey von der Spielfigur Trip begleitet, die von ihm während der Reise eskortiert und beschützt werden muss. Monkey hat ein Gerät in Form eines Stirnbandes um seinen Kopf befestigt, das ihn mit Trip verbindet. Wird sie getötet, so stirbt auch Monkey. Selbst wenn er sich nur etwas zu weit von ihr entfernt, kann das mit seinem Tod enden. Trip hat jedoch auch einige Fähigkeiten, die sich auf der Reise als sehr nützlich erweisen und auf Kommando des Spielers ausgeführt werden. Trip scannt die unmittelbare Umgebung nach Gefahren, wie zum Beispiel Landminen und Gegner. Der Scanner erkennt zudem, ob sich die Gegner im sogenannten Standby-Modus befinden. In diesem Modus können die Feinde umgangen und der Kampf vermieden werden. Trip kann zudem zeitweise ein Hologramm projizieren, mit dem sie die Aufmerksamkeit des Feindes von Monkey ablenkt.
Wenn Trip attackiert wird, kann sie sich zunächst selbst verteidigen, indem sie den Gegner betäubt. Folgt dann aber ein weiterer Angriff, stirbt sie sofort. Monkey muss Trip also gegen Gegner verteidigen, da sie allein nahezu hilflos ist. Doch gerade weil sie nicht so athletisch ist wie Monkey, ist sie in manchen Kletterpassagen sehr nützlich, da sie auch durch enge Räume kriechen und von Monkey über Abgründe geworfen werden kann, die anders nicht zu überwinden sind. So kann sie dann Schalter betätigen und Sektionen auch für Monkey zugänglich machen. In anderen Gebieten, die nur Monkey erklettern oder durch einen Sprung erreichen kann, hilft Monkey wiederum Trip, indem er sie zum Beispiel auf seinem Rücken sitzend in für sie unzugängliche Gebiete transportiert. Mit diesem Prinzip und den Stärken und Schwächen jedes Charakters löst der Spieler Schalter- und Umgebungsrätsel, um im Spiel weiter zu kommen.

## Geschichte
Enslaved spielt 150 Jahre in der Zukunft, in der ein Weltkrieg die Erde verwüstet und einen Großteil der menschlichen Rasse zerstört hat. Die Welt ist von Robotern verseucht, die, obwohl aus einer längst vergangenen Ära, noch immer ihrer Programmierung folgen und die Menschheit gänzlich ausrotten wollen. Das Spiel beginnt mit dem Hauptcharakter Monkey, der in einer Zelle an Bord eines Sklavenflugschiffs erwacht, kurz bevor dieses abstürzt. Er und eine ihm unbekannte Frau können mithilfe einer Fluchtkapsel entkommen. Doch als er nach einer unplanmäßig harten Landung das Bewusstsein wiedererlangt, muss er feststellen, dass diese Frau namens Tripitaka, genannt Trip, ihm ein Sklavenstirnband angelegt hat, das ihn zwingt ihre Befehle zu befolgen. Trip erklärt, dass sie zu ihrem Heimatdorf zurückkehren wolle und dass sie seine Hilfe dazu benötige. Monkey ist wütend, tut aber, was sie sagt, da sie ihm verspricht ihn frei zu lassen, sobald sie das Dorf erreichen. Die beiden reisen durch New York City und zur Absturzstelle des Flugschiffs, da Monkey hofft, dort sein Motorrad wiederzufinden. Auf dem Weg dorthin verursachen Störungen im Stirnband bei ihm Visionen des Lebens vor dem Krieg.
Nachdem sie die Absturzstelle erreicht haben, legen sie den Rest des Weges auf Monkeys Motorrad zurück. Als sie jedoch Trips Dorf erreichen, ist dieses von Mechs überlaufen und die meisten der Bewohner tot. Nachdem sie das Dorf befreit haben, brechen Monkey und Trip in den Sicherheitsraum, in dem sie Überlebende vermuten, ein, entdecken jedoch dort nur Trips toten Vater. Trip bricht ihr Versprechen an Monkey und weigert sich ihm das Stirnband abzunehmen, da sie vermutet, dass alle Dorfbewohner tot seien und sie somit keine Heimat mehr hat. Sie will die verantwortliche Person finden und töten. Trip sucht gemeinsam mit Monkey einen Freund ihres Vaters namens Pigsy auf, von dem sie sich Hilfe erhofft. Pigsy willigt ein, sich ihnen anzuschließen und erklärt, dass in einer Mech-Basis eine gigantische und unglaublich mächtige Waffe, genannt Leviathan, lagere. Die drei folgen mit einem fliegenden Fahrzeug einem Schrottsammelschiff, das sie direkt zu der Basis führt, in der der Leviathan aufbewahrt wird. Sie infiltrieren die Basis, bringen den Leviathan unter ihre Kontrolle und steuern ihn in Richtung der Pyramide, wo die Sklaven festgehalten werden. Auf dem Weg entschuldigt sich Trip bei Monkey dafür ihr Versprechen gebrochen zu haben und deaktiviert das Stirnband. Doch Monkey bittet sie, es wieder einzuschalten.
Als der Leviathan die Pyramide erreicht, werden sie mit mehreren ebenfalls gigantischen Mechs konfrontiert. Der Leviathan kann sie vorerst abwehren, doch dann klettert einer der Roboter auf ihn und zerstört seine Hauptkanone, sodass Monkey gezwungen ist, den Mech eigenhändig zu zerstören. Der Leviathan ist jetzt wehrlos und umstellt. Pigsy macht ihnen klar, dass der einzige Weg die anderen Mechs zu besiegen ist, die Maschinen des Leviathan zu überlasten und zur Explosion zu bringen. Dabei würde aber auch Pigsy getötet werden. Trip versucht ihn zu überzeugen, es nicht zu tun, doch Pigsy verlangt von Monkey, sie aus dem Detonationsradius zu bringen und Monkey erklärt sich einverstanden. Sie schaffen es aus dem Leviathan zu entkommen, bevor dieser explodiert und alle Mechs mit sich zerstört.
Im Epilog betreten Monkey und Trip die Pyramide und entdecken, dass die „Sklaven“ unter der Kontrolle einer einzigen Person stehen. Der Mann stellt sich selbst als Pyramid vor und erklärt, dass er bereits vor dem Weltkrieg lebte und den „Sklaven“ Trost vor der grausamen Welt biete, indem er mit ihnen seine schönen Erinnerungen an eine bessere Zeit vor dem Krieg teilt. Er glaubt, dass er sie beschützt und fleht Monkey und Trip an, ihnen nicht das zu nehmen, was er ihnen gegeben hat. Monkey erkennt die Erinnerungen als die Visionen, die er immer wieder gesehen hat, seitdem er das Stirnband angelegt hat. Pyramid zeigt Monkey seine Parallelwelt, indem er ihn bittet sich eine Maske aufzusetzen. Monkey ist verzaubert von den Bildern, die er durch die Maske sieht, doch Trip trennt die Verbindung, indem sie Pyramid tötet und so das System abschaltet und die Sklaven befreit. Die Geschichte endet mit Trips Frage an Monkey, ob sie das Richtige getan habe.

## Entwicklung
Die Geschichte des Spiels wurde von Alex Garland geschrieben. Andy Serkis war für das Motion Capturing verantwortlich, übernahm jedoch auch die englische Synchronisation der Charaktere Monkey und Pyramid. Komponist des Soundtracks ist Nitin Sawhney.

## Zusätzliche Inhalte
Ein Zusatzinhalt mit dem Titel Pigsy's Perfect 10 ist verfügbar und beinhaltet einen Erzählstrang mit dem Nebencharakter Pigsy abseits der Haupthandlung, welcher vollkommen unabhängig von diesem spielbar ist. Besitzt der Spieler einen entsprechend modifizierten Fernseher, ermöglicht der Zusatzinhalt außerdem Enslaved in 3D zu spielen.
Arbeiten an weiteren Zusatzinhalten, wie einem Mehrspieler-Modus, wurden aber aufgrund des fehlenden kommerziellen Erfolges eingestellt.